# Valeille
Valeille település Franciaországban, Loire megyében. Lakosainak száma 680 fő (2022. január 1.). Valeille Feurs, Saint-Barthélemy-Lestra, Saint-Cyr-les-Vignes, Saint-Laurent-la-Conche, Salt-en-Donzy és Virigneux községekkel határos.

## Népesség
A település népessége az elmúlt években az alábbi módon változott:
| Lakosok száma | 428  | 391  | 470  | 579  | 690  | 717  | 737  | 705  | 690  | 680  |
|               | 1968 | 1982 | 1990 | 2006 | 2013 | 2015 | 2017 | 2019 | 2020 | 2022 |